# Haramuya
 Haramuya , también conocida como Les proscrits es una película coproducción de Burkina Faso y Francia filmada en colores dirigida por Drissa Toure sobre su propio guion que se estrenó en Francia el 10 de enero de 1996 y tuvo como actores principales a Abdoulaye Kaba,  Rakieta Kabore, Aï Keïta y Abdoulaye Komboudri.
 Fue exhibida en el Festival Internacional de Cine de Toronto el 10 de septiembre de 1995.

## Sinopsis
Una pintura de Uagadugú, la capital de Burkina Faso, atrapada entre sus tradiciones y la vida moderna, con nuevos edificios en su centro y pobreza en los suburbios, a través de la historia de Fousseini, un fiel seguidor de su fe musulmana y las tradiciones, y su familia. 

## Reparto
- Abdoulaye Kaba ...	Kalifa
- Rakieta Kabore	...	Djene
- Aï Keïta	...	Nassita
- Abdoulaye Komboudri	...	Oussou
- Fatogoma Konate	...	Fousseini
- Saïdou Sana
- Assita Sankara	...	Maty
- Sidki Sanogo	...	Faco
- Ramata N'diaye Tall	...	Granny

## Críticas
Manthia Diawara opinó que:

“Haramuya deriva su originalidad en el desarrollo de varias y no lineales historias acerca de las modernas ciudades africanas. Haramuya, con su puesta en escena de múltiples personajes ocupando el mismo espacio sin que sus vidas estén conectadas…está ubicada en Uagadugú en un momento de creciente desempleo, con fundamentalistas musulmanes, delincuentes juveniles y más bicicletas a motor que en ninguna otra parte de África Occidental. La película, centrada en los ladrones en bicicleta, empleados públicos y hombres de negocios libaneses corruptos, fundamentalistas religiosos, traficantes de drogas, prostitutas y en la devaluación de la moneda…fue muy criticada por no contar una historia coherente, pero no hay historias coherentes en la vida de esos ciudadanos; hay contradicciones, personas que usan las mismas calles con diferentes propósitos. El deleite de Haramuya no reside en el final que esperaban los críticos sino en escenas tales como cuando la maestra fundamentalista de escuela ve a uno de sus alumnos entregar una bolsa de mariguana a la oveja para alimentarla.”